# Elena-Luminița Cosma
Elena-Luminița Cosma (n. 22 ianuarie 1972, București, România) este o șahistă română cu titlul de mare maestră (WGM).

## Carieră
În anul 1990 ea a câștigat medalia de aur la Campionatul Mondial de junioare din Singapore. A câștigat Campionatele României de Șah pentru Femei în 1992, 2010 și 2016.
Ea a reprezentat de multe ori România la Olimpiada de Șah pentru Femei. La Olimpiada din 1994 de la Moscova echipa României a ieșit pe locul 4 la egalitate cu echipa Chinei pe locul 3 și Elena-Luminița Cosma a făcut ultima normă pentru titlul de mare maestră. La Olimpiada din 1998 de la Elista ea a câștigat medalia de argint pe masa 3.
În anul 1995 a participat la interzonalul de la Chișinău unde s-a clasat pe locul 44. La Europenele din 1997 (Pula, Croația) și 1999 (Batumi, Georgia) a obținut medalia de argint și bronz cu echipa României. La CE de la Batumi și a câștigat medalia de aur pentru rezultatul individual excepțional, cel mai bun din tot campionatul. În anul 1998 a câștigat Cupa Cluburilor Europene pe echipe cu AEM Luxten Timișoara.